# Алина (река)
Алина — река в Туруханском районе Красноярского края, правый приток реки Енисей.

## Описание
Длина реки Алина составляет 24 километра.
Исток расположен между Енисеем и верховьями другого его притока Тати. От истока Алина течёт, в целом, к северо-востоку, далее поворачивает на северо-запад, в низовьях вновь приобретает общее северо-восточное направление. На начальном и конечном участках относительно выражены меандры. Впадает в Енисей у окончания островов Корчеватой Косы. На противоположном от впадения берегу стоит посёлок-порт Алинское.
Река Алина проходит по лесистым (берёза) и болотистым местностям (местами — поросшими зарослями кустарника) Туруханской низменности. По берегам расположено множество мелких озёр.

## Данные водного реестра
По данным государственного водного реестра России относится к Енисейскому бассейновому округу, водохозяйственный участок реки — Енисей от впадения реки Подкаменная Тунгуска до впадения реки Нижняя Тунгуска, речной подбассейн реки — Енисей между впадением Подкаменной Тунгуски и Нижней Тунгуски. Речной бассейн реки — Енисей. Код водного объекта в государственном водном реестре — 17010600112116100058948